# 費観
費 観（ひ かん、生没年不詳）は、中国後漢末期から三国時代の武将・政治家。字は賓伯。荊州江夏郡鄳県の人。妻は劉璋の娘。また、劉璋の母は費観の族姑である。

## 事跡
陳寿が『三国志』を編纂した頃には史料が失われていたため立伝されていないが、楊戯が記した『季漢輔臣賛』には記録がある。
はじめ劉璋に仕えていた。213年、費観は李厳の配下として綿竹で劉備軍を防いだが、最終的に李厳とともに劉備に降伏した。益州を平定した劉備は費観を裨将軍に任命し、後に巴郡太守・江州都督とした。
223年、都亭侯に封じられ振威将軍を加えられた。
費観は人づき合いが上手く、20歳以上年長でしかも自尊心の強い李厳を相手にしても、同年輩のように交流したという。李厳と輔匡が対立した際には仲を取り持っている。没年は不詳だが37歳で死去した。季漢輔臣賛に記載されていることから、延熙4年（241年）以前に没したと考えられる。 
費観の人物像について、楊戯は『季漢輔臣賛』で「才幹があり、その文武は人々を感動させた。官吏として任務をよく理解し、物事を論じること心強く聡明であった。利殖を図りつつもその財は施し、義に厚く秩序立ったふるまいをした」と述べている。
小説『三国志演義』では、劉璋の婿ではなく、劉璋の妻の弟として登場する。李厳を推挙した上でともに綿竹を守り、李厳が劉備軍に捕えられると、李厳の説得を受けて開城した。以後、登場しない。